# 奥莱瓦尔
奥莱瓦尔（西班牙語：Oláibar）是西班牙纳瓦拉的一个市镇。总面积16平方公里，总人口161人（2001年），人口密度10人/平方公里。